# Gianni Minello
Gianni Minello (* 26. Juni 1938 in Venedig) ist ein italienischer Filmregisseur und Drehbuchautor.

## Leben
Minello diplomierte am Konservatorium Venedig im Fach Polyphonie und widmete sich von 1964 bis 1968 dem Kurzfilm, wobei er für „Unitelfilm“ inszenierte. Im ersten Jahr dieser Tätigkeit drehte er auch den abendfüllenden Dokumentarfilm Ca' Emiliani per sempre. Von 1971 an war er acht Jahre lang als Sekretär der Unione Circoli Cinematografici dall'Arci (UCCA) tätig und war Berater des „Consorzio Nazionale Cooperatove Cinematografiche“, Leiter der Filmabteilung der „Arci-Uisp“ und Vorsitzender der Produktionsgesellschaft „Cine 2000“.
1975 inszenierte er seinen ersten Kinofilm, Nel cerchio, dem er vier weitere folgen ließen; allen war die Thematik um verhaltensauffällige Jugendliche gemein, ebenso die Schwierigkeiten, angemessene Verleihbedingungen zu finden, sodass sie fast ungesehen wieder vom Markt verschwanden.
1986 erhielt er einen italienischen Golden Globe für den drei Jahre zuvor gedrehten Un ragazzo come tanti.

## Filmografie (Auswahl)
- 1975: Nel cerchio
- 1999: E insieme vivremo tutte le stagioni